# صبري المولد
صبري المولد مواليد 20 مارس 1988 في السعودية، هو لاعب كرة قدم سعودي يلعب في نادي منيف.
لعب في نادي الأخدود ونادي ضمك ونادي وج ونادي عفيف ونادي منيف.
الحالة الاجتماعية متزوج
عددٍ الأبناء ١